# Хамагути, Рюсукэ
Рюсукэ Хамагути (родился 16 декабря 1978, Канагава, Япония) — японский кинорежиссёр и сценарист. Известен в первую очередь благодаря фильму «Сядь за руль моей машины» (2021), удостоенного ряда престижных кинопремий, включая «Оскар». До этого высоких оценок критиков удостоилась картина Хамагути «Асако 1 и 2».

## Биография
Рюсукэ Хамагути родился в 1978 году в Канагаве. Он изучал эстетику, искусство и теорию кино в Токийском университете, ещё во время учёбы решил связать свою судьбу с кино (в первую очередь под впечатлением от фильмов Джона Кассаветиса). Некоторое время он проработал в коммерческой киноиндустрии в качестве ассистента режиссёра, затем продолжил образование в Токийском университете искусств. В 2007 году Хамагути снял ремейк фильма Андрея Тарковского «Солярис», в 2008 — фильм «Страсть», вошедший в программу кинофестивалей в Токио, Сан-Себастьяне и Карловых Варах.
Международный успех пришёл к Хамагути благодаря картине «Счастливый час» (2015). В 2018 году вышел фильм «Асако 1 и 2», а в 2021 году — картина «Сядь за руль моей машины», которая получила премию Каннского кинофестиваля за лучший сценарий и «Оскар» как лучший фильм на иностранном языке.
Общественная позиция
В декабре 2023 года вместе с 50 другими кинематографистами Хамагути подписал открытое письмо, опубликованное в издании Libération, с требованием прекращения огня и гибели мирных жителей во время израильского вторжения в сектор Газа в 2023 году, а также создания гуманитарного коридора для гуманитарных перевозок и освобождения заложников.

## Фильмография
| Год  | Название                 | Режиссёр | Сценарист | Примечания                                                 |
| ---- | ------------------------ | -------- | --------- | ---------------------------------------------------------- |
| 2007 | Солярис                  | Да       | Нет       | Полнометражный фильм, ремейк одноимённого фильма 1972 года |
| 2008 | Страсть                  | Да       | Да        | Полнометражный фильм                                       |
| 2010 | Глубины                  | Да       | Да        | Полнометражный фильм                                       |
| 2012 | Близость                 | Да       | Да        | Полнометражный фильм                                       |
| 2015 | Счастливый час           | Да       | Да        | Полнометражный фильм                                       |
| 2018 | Асако 1 и 2              | Да       | Да        | Полнометражный фильм                                       |
| 2021 | Случайность и догадка    | Да       | Да        | Полнометражный фильм                                       |
| 2021 | Сядь за руль моей машины | Да       | Да        | Полнометражный фильм                                       |
| 2023 | Зло не существует        | Да       | Да        | Полнометражный фильм                                       |
| 2026 | All of the Sudden        | Да       | Да        | Полнометражный фильм                                       |